# 코로페디온 전투
코로페디온 전투(Battle of Corupedium)는 기원전 281년 코로페디온(고대 그리스어: Κύρου πεδίον, Corupedion)에서 일어난 디아도코이 전쟁의 전투이다. 시리아 왕 셀레우코스 1세와 트라키아 왕 리시마코스가 전투를 벌여 셀레우코스가 승리하고 리시마코스는 패사했다.

## 개요
이 전투는 디아도코이 전쟁의 마지막 전투였지만, 자세한 전투 내용은 사료의 부족으로 잘 알려져 있지 않다. 그러나 셀레우코스가 승리하고, 리시마코스가 패사한 것은 확실하다. 헤라클레이아의 멤논에 따르면 리시마코스는 말라콘이라고 불리는 헤라클레이아 인 병사의 창에 맞아 죽었다고 전한다. 이 전투에서 승리를 거둔 셀레우코스는 프톨레마이오스 1세가 지배하던 이집트를 제외하고 알렉산더 대왕의 제국 대부분을 세력 하에 두었다. 또한 이 전투가 벌어지기 1년 전인 기원전 282년 프톨레마이오스는 사망하고 없었기 때문에, 리시마코스를 패사시킨 셀레우코스는 1세대 디아도코이의 마지막 생존자가 되었다.
리시마코스를 패사시킨 셀레우코스는 리시마코스 왕조의 도시 리시마케이아, 그리고 리시마코스가 세력권으로 두고 있던 자신의 고향, 마케도니아를 차지하려 했다. 그러나 이 전투에서 즉시 셀레우코스는 프톨레마이오스의 아들 프톨레마이오스 케라우노스에 의해 암살되었다. 셀레우코스를 암살한 프톨레마이오스 케라우노스는 그대로 마케도니아로 건너가 그곳에 자신의 왕조를 세우려 했다. 그러나 이내 마케도니아를 침공해 온 갈리아인과의 전투에서 전사했다.